# Hyperolius rhizophilus
Hyperolius rhizophilus és una espècie de granota de la família dels hiperòlids que viu a Angola.